# Elise Vanderelst
Elise Vanderelst (Saint-Ghislain, 27 januari 1998) is een Belgische atlete, gespecialiseerd in de middellange en lange afstanden. Ze nam tweemaal deel aan de Olympische Spelen en werd tienmaal Belgisch kampioene. Ze veroverde in 2021 de Europese indoortitel op de 1500 m. Zij is op de 1500 m en de mijl zowel in- als outdoor Belgisch recordhoudster.

## Loopbaan

### Eerste internationale resultaten
Vanderelst deed haar eerste internationale ervaring op in 2015 bij de wereldkampioenschappen voor junioren tot 18 jaar (U18) in Cali. Ze nam er deel aan de 800 m, waarin zij in de halve finale werd uitgeschakeld. Een jaar later kwam zij op de WK U20 in Bydgoszcz een stuk verder. Ditmaal plaatste zij zich op de 800 m wel voor de finale, waarin zij in 2.05,82 als vierde finishte. Voorafgaand, in de halve finale, was zij zelfs nog een halve seconde sneller geweest. Op de Europese U20-kampioenschappen in Grosseto in 2017 bleef zij in de 800-meterfinale na een tactische race steken op een zevende plaats.
In 2018 wist Vanderelst zich op de 1500 m te plaatsen voor de Europese kampioenschappen te Berlijn. Daar kwam zij in haar serie met haar 4.10,30 net 0,16 seconden te kort om zich te plaatsen voor de finale.

### De eerste medailles van belang
Haar eerste medailles van belang veroverde Vanderelst in 2019. Allereerst werd zij voor de eerste keer Belgisch kampioene op de korte cross, waarna zij op de EK U23 in Gävle op de 1500 m achter de Britse Jemma Reekie (goud in 4.22,81) in 4.23,50 naar het zilver snelde. In 2020 zette zij die lijn voort. In eigen land veroverde zij op de 1500 m zowel binnen als buiten de nationale titels, terwijl zij op internationaal niveau bij de Kuortane Games in Finland, deel uitmakend van de World Athletics Continental Tour 2020, de 800 m won in 2.02,65, een PR-prestatie.

### Europees indoorkampioene
Het jaar 2021 begon Vanderelst met het verbeteren van het Belgische indoorrecord op de 1500 m van Lindsey De Grande van 4.09,18 uit 2011. Tijdens een meeting in het kader van de World Indoor Tour in het Franse Liévin liet zij zich in een hele snelle wedstrijd, die uitmondde in een wereldindoorrecord voor de Ethiopische Gudaf Tsegay van 3.53,09, meeslepen en kwam zij zelf uit op 4.05,71, een verbetering van het nationale record met bijna vier seconden. Het bleek een goede generale voor de Europese indoortitel op de 1500 m in het Poolse Toruń. Hier veroverde Vanderelst op 6 maart de Europese indoortitel op de 1500 m. Het was het eerste grote hoogtepunt in de loopbaan van de Belgische.

## Kampioenschappen

### Internationale kampioenschappen
Indoor
| Onderdeel | Titel              | Jaar |
| --------- | ------------------ | ---- |
| 1500 m    | Europees kampioene | 2021 |

### Belgische kampioenschappen
Outdoor
| Onderdeel               | Jaar                   |
| ----------------------- | ---------------------- |
| 1500 m                  | 2020, 2021, 2022, 2023 |
| 5000 m                  | 2025                   |
| veldlopen (korte cross) | 2019, 2022, 2023       |

Indoor
| Onderdeel | Jaar |
| --------- | ---- |
| 1500 m    | 2020 |
| 800 m     | 2024 |

## Persoonlijke records
Outdoor
| Onderdeel  | Prestatie        | Datum             | Plaats             |
| ---------- | ---------------- | ----------------- | ------------------ |
| 800 m      | 2.01,68          | 2 juli 2022       | Heusden            |
| 1000 m     | 2.35,98 (NR)     | 3 juli 2021       | Heusden            |
| 1500 m     | 4.01,26 (NR)     | 14 september 2024 | Brussel            |
| 1 mijl     | 4.26,09 (NR)     | 11 september 2022 | Zagreb             |
| 3000 m     | 9.11,95          | 17 juni 2023      | Ciney              |
| 5000 m     | 14.51,13 (ex-NR) | 16 juli 2025      | Naimette-Xhovémont |
| 5 km (weg) | 15.27            | 31 december 2024  | Barcelona          |

Indoor
| Onderdeel | Prestatie    | Datum            | Plaats           |
| --------- | ------------ | ---------------- | ---------------- |
| 800 m     | 2.02,50      | 20 februari 2021 | Louvain-la-Neuve |
| 1000 m    | 2.46,21      | 25 februari 2017 | Gent             |
| 1500 m    | 4.05,71 (NR) | 9 februari 2021  | Liévin           |
| 1 mijl    | 4.29,31 (NR) | 30 januari 2024  | Ostrava          |
| 3000 m    | 8.50,92      | 8 februari 2025  | Metz             |

## Palmares

### 800 m
- 2015: 8e in ½ fin. WK U18 te Cali – 2.17,03
- 2016: 4e WK U20 te Bydgoszcz – 2.05,82 (in ½ fin. 2.05,32)
- 2017: 7e EK U20 te Grosseto – 2.10,50
- 2020:  Kuortane Games - 2.02,65
- 2021:  BK indoor AC - 2.02,50
- 2024:  BK indoor AC - 2.07.48

### 1500 m
- 2018: 6e serie EK in Berlijn - 4.10,30
- 2018: 11e Memorial Van Damme - 4.05,75
- 2019:  EK U23 in Gävle – 4.23,50
- 2020:  BK indoor AC - 4.12,71
- 2020:  BK AC - 4.18,69
- 2021:  EK indoor in Toruń - 4.18,44
- 2021:  BK AC - 4.15,09
- 2021: 11e in ½ fin. OS - 4.04,86
- 2022:  BK AC - 4.13,61
- 2022: 11e in reeks WK - 4.10,45
- 2022: 7e in reeks EK - 4.07,62
- 2023:  BK AC - 4.11,66
- 2024: 5e in reeks WK indoor - 4.10,15
- 2024: 9e in reeks EK - 4.11,03
- 2024: 9e in reeks OS - 4.06,95
- 2024: 11e Memorial Van Damme - 4.01,26 (NR)
- 2025: 5e in reeks EK indoor - 4.16,68

### 5000 m
- 2025: 4e Meeting van de provincie Luik - 14.51,13 (NR)
- 2025:  BK AC - 15.07,38

### veldlopen
- 2018:  BK korte cross
- 2018: 7e EK Mixed relay
- 2019:  BK korte cross
- 2021:  EK Mixed relay
- 2022:  BK korte cross
- 2023:  BK korte cross
- 2023: 5e EK Mixed relay

## Onderscheidingen
- 2018: Gouden Spike voor beste vrouwelijke belofte